# Дрокур (Ивлен)
Дрокур (фр. Drocourt) насеље је и општина у Француској у региону Париски регион, у департману Ивлен која припада префектури Мант ла Жоли.
По подацима из 2011. године у општини је живело 522 становника, а густина насељености је износила 135,94 становника/km². Општина се простире на површини од 3,84 km². Налази се на средњој надморској висини од 154 метара (максималној 172 m, а минималној 103 m).

## Демографија
| 1962. | 1968. | 1975. | 1982. | 1990. | 2011. |
| ----- | ----- | ----- | ----- | ----- | ----- |
| 240   | 231   | 311   | 355   | 385   | 522   |

График промене броја становника у току последњих година